# オランダ領インド・ルピア
オランダ領インド・ルピア（オランダりょうインドルピア、Roepiah）は、第二次世界大戦中の1944年から1945年に日本が発行し、日本軍占領下のオランダ領東インドにて通用していた軍票。オランダ領インド・ギルダーと等価とされた。